# 온드르제이 모라베츠
온드르제이 모라베츠(체코어: Ondřej Moravec, 1984년 6월 9일~)는 체코의 은퇴한 바이애슬론 선수이다. 올림픽에 4회 출전했고, 2014년 동계 올림픽에서 은메달 2개, 동메달 1개를 획득했다.